# Têche (rivière)
Pour les articles homonymes, voir Têche (homonymie).
La Têche est une rivière française du département de l'Allier, en région Auvergne-Rhône-Alpes et un affluent de rive droite de la Besbre, c'est-à-dire un sous-affluent de la Loire.

## Géographie
De 18,3 kilomètres de longueur,
la Têche prend sa source sur la commune de Loddes à 470 mètres d'altitude.
Elle coule globalement de l'est vers l'ouest.
Elle conflue au nord de la commune de Trézelles, à 254 mètres d'altitude, juste après avoir passé sous la route départementale D 205 de Trézelles à Chavroches.

### Communes et cantons traversés
Dans le seul département de l'Allier, la Têche traverse les quatre communes suivantes, dans deux cantons, de l'amont vers l'aval, de Loddes (source), Bert, Varennes-sur-Tèche, Trézelles, (confluence).
Soit, en termes de cantons, la Têche prend source dans le canton du Donjon et conflue dans le canton de Jaligny-sur-Besbre, le tout dans l'arrondissement de Vichy.

### Toponyme
La Têche a donné son hydronyme à la commune de Varennes-sur-Tèche.

### Bassin versant
La Têche traverse une seule zone hydrographique La Besbre du K153980 à la Têche (NC) (K154) est de 562 km2.

## Affluents
La Têche a cinq affluents référencés :
- le ruisseau des Gouttes Barres (rg[note 1]), 1,1 km, sur la seule commune de Bert avec un affluent :
  - Les Gouttes Barres (rg), 4,8 km, sur les trois communes de Barrais-Bussolles, Bert et Loddes avec trois affluents :
    - Le ruisseau de Saint-Pourçain (rg), 1,1 km, sur les deux communes de Barrais-Bussolles et Loddes.
    -  ? (rg), 1,1 km, sur la seule commune de Barrais-Bussolles.
    -  ? (rg), 0,8 km, sur la seule commune de Barrais-Bussolles et prenant source à l'Étang Moulandés.
- le Roc (rd), 3,6 km, sur la seule commune de Bert avec un affluent :
  -  ? (rd), 0,9 km, sur la seule commune de Bert.
- ? (rg), 0,8 km, sur la seule commune de Bert.
- ? (rd), 1 km, sur la seule commune de Bert.
- le Ris des Rois (rg), 5 km, sur les trois communes de Lapalisse, Barrais-Bussolles et Varennes-sur-Tèche avec deux affluents :
  - le ruisseau de l'Étang Cochon (rd), 1,1 km, sur la seule commune de Barrais-Bussolles.
  - le ruisseau de Conrieux (rd), 4,4 km, sur les trois communes de Barrais-Bussolles, Varennes-sur-Tèche et Bert.

### Rang de Strahler
Donc le rang de Strahler est de trois.

## Aménagements, écologie et tourisme
On trouve de nombreuses espèces dans le bassin versant de la Besbre.